# Abdullah al-Garni (football, 1976)
Pour les articles homonymes, voir Abdullah al-Garni et al-Garni.
Abdullah al-Garni, né le 19 septembre 1978, est un footballeur international saoudien, évoluant au poste de défenseur.

## Carrière
Al-Garni est sélectionné pour disputer la Coupe d'Asie des nations 1996 par le sélectionneur Nelo Vingada. Durant cette compétition, il dispute son unique match sous le maillot saoudien. Lors du quart de finale contre la Chine, il remplace Fahad al-Mehallel à dix minutes du terme. L'Arabie saoudite remportera la Coupe d'Asie.

## Palmarès
- Vainqueur de la Coupe d'Asie des nations 1996
- Champion d'Arabie saoudite en 2007 (avec l'Ittihad FC)